# Erik Stork
Erik Stork var en svensk fajansmålare, verksam under 1700-talet.
Stork anställdes vid Rörstrands porslinsfabrik 1760. Tillsammans med flera andra gesäller begärde han avsked 1768 för att ta anställning vid Mariebergs porslinsfabrik där villkoren var bättre. Bland hans arbeten märks ett fat målat i blå camaieu signerat 1762 som finns vid Rörstrands fabriksmuseum. 